# Netherlands Bach Society
La Netherlands Bach Society (in olandese Nederlandse Bachvereniging) è la più antica orchestra barocca dei Paesi Bassi e forse del mondo.
L'orchestra è stata fondata nel 1921 a Naarden per eseguire la Passione secondo Matteo di Johann Sebastian Bach il Venerdì Santo e da allora esegue l'opera ogni anno nella Grote di Sint-Vituskerk (Chiesa Grande o Chiesa di San Vito). Dal 1983 al 2018 Jos van Veldhoven è stato direttore artistico e direttore d'orchestra. Shunsuke Sato è diventato direttore artistico nel giugno del 2018 dimettendosi dalla carica nel giugno del 2023.
L'ensemble ha raggiunto il suo 100º anniversario nel 2021. In onore di questo traguardo, la Società ha iniziato a pubblicare ogni due settimane una nuova registrazione liberamente accessibile, incluso un video HD di tutte le 1080 opere di Johann Sebastian Bach, eseguite dai membri dell'ensemble e dai musicisti ospiti sotto il titolo All of Bach.

## Lista dei direttori della Passione secondo Matteo
- 1922–1925: Johan Schoonderbeek
- 1926–1927: Siegfried Ochs
- 1929–1930: Evert Cornelis
- 1931–1959: Anthon van der Horst
- 1958: Felix de Nobel
- 1959–1964: Anthon van der Horst
- 1965-1983: Charles de Wolff
- 1984: Jos van Immerseel
- 1985: Ton Koopman
- 1990: René Jacobs
- 1991: Philippe Herreweghe
- 1992: Ton Koopman
- 1993: Jos van Veldhoven
- 1994: Iván Fischer
- 1995: Gustav Leonhardt
- 1996: René Jacobs
- 1997: Jos van Veldhoven
- 1998: Sigiswald Kuijken
- 1999: Hans-Christoph Rademann
- 2000: Jos van Veldhoven
- 2001: Jos van Veldhoven
- 2002: Gustav Leonhardt
- 2003: Marcus Creed
- 2004: Jos van Veldhoven
- 2005: Masaaki Suzuki
- 2006: Jos van Veldhoven
- 2007: Richard Egarr
- 2008: Jos van Veldhoven
- 2009: Lars Ulrik Mortensen
- 2010: Jos van Veldhoven
- 2011: non eseguita
- 2012: non eseguita
- 2013: non eseguita
- 2014: Jos van Veldhoven
- 2015: Stephan MacLeod
- 2016: Jos van Veldhoven